# Nova Petrópolis
Nova Petrópolis es un municipio brasileño situado en el estado de Río Grande do Sul. Tiene una población estimada, en 2024, de 23 889 habitantes.
Colonizada por inmigrantes alemanes, Nova Petrópolis cultiva sus costumbres con gran fuerza y representatividad. Es parte de la llamada "Ruta Romántica".
La conservación de la lengua alemana, las danzas y la música folklóricas, los trajes tradicionales, la gastronomía germánica y la arquitectura con entramado de madera perpetúan la identidad que trajeron los pioneros de esta tierra.